# 俾路支解放军
俾路支解放军（缩写为BLA）是巴基斯坦與阿富汗一個俾路支人的武裝組織。2004年起，俾路支解放军武力對抗巴基斯坦政府，聲稱旨在為長年受壓迫的俾路支人爭取平權與民族自決，反對及企圖阻止巴基斯坦及中华人民共和国共同發展「中巴經濟走廊」的「一帶一路」項目。俾路支解放军大多在巴基斯坦的俾路支省活動，常對巴基斯坦武裝部隊及中國人發動攻擊。
俾路支解放军被巴基斯坦、英國、歐盟、美国和中国等国认定为恐怖組織。巴基斯坦指控印度支持该组织。

## 外國支援
目前的俾路支解放军成立于2000年，但其源头可以追述到1964年冷战期间苏联克格勃利用当地左翼学生运动成立的俾路支民族主义组织。21世纪初，巴基斯坦指控俾路支解放军為印度所操控，且印度於阿富汗坎達哈與賈拉拉巴德等地的領事館為其提供軍事、經濟資助和武裝訓練，目的為造成巴基斯坦動盪。有一些觀察家也認為印度暗中支持俾路支解放军，但俾路支解放军的領導人否認其組織與印度有任何關聯。
一則維基解密洩漏的電報顯示巴基斯坦議員認為印度、阿拉伯聯合大公國與俄羅斯政府均暗中援助、支持俾路支解放军。另一則維基解密洩露文件顯示巴基斯坦参议院内政部长 Rehman Malik 发表了有争议的言论，称印度、阿富汗和俄罗斯支持俾路支解放军 (BLA) 煽动该省的叛乱。2023年12月27日，据巴基斯坦《观察家报》报道有俾路支解放军指挥官投降称当地抗争有印度幕后参与。

## 主要攻擊
- 2013年真納故居襲擊（英语：2013 Quaid-e-Azam Residency attack）
- 2017年瓜達爾工人槍擊案（英语：2017 Gwadar labors shooting）
- 2017年赫爾奈爆炸案（英语：2017 Harnai bombing）
- 2018年中國駐喀拉蚩領事館襲擊案
- 2022年卡拉奇大学爆炸案
- 2024年巴基斯坦空袭伊朗境内目标
- 2024年卡西姆港发电有限公司车队袭击案
- 2025年巴基斯坦火車劫持事件

## 对武装分子的清剿行动
巴基斯坦和伊朗在俾路支地区均面临着分离主义武装分子的袭击，且双方互相指责对方境内包庇敌对武装分子。巴基斯坦政府认为伊朗境内有俾路支解放军的活动，而伊朗则认为正义军在巴基斯坦境内活动。

### 2024年巴基斯坦空袭伊朗境内俾路支目标
- 在伊朗空袭巴基斯坦境内的俾路支目标後，伊朗东南部与巴基斯坦接壤的锡斯坦—俾路支斯坦省于1月18日遭到无人机和导弹袭击，爆炸声传出，造成九人死亡，其中包括三名妇女和四名儿童，但据悉，死者并非伊朗人。[35]
- 巴基斯坦外交部表示，他们充分尊重伊朗主权和领土完整。“今天行动的唯一目标是维护巴基斯坦自身的安全和国家利益，这至关重要，也绝对不能妥协。”然而，巴方并未公布攻击的具体地点。
- 来自伊斯兰堡的情报显示，军方飞机执行此次打击任务，目标是俾路支解放军和俾路支解放阵线，他们一直在巴基斯坦俾路支省谋求独立。